# 天津市第四十三中学
天津市第四十三中学，前身是始建于1958年的天津市第七十四中学，2008年7月因具有较好的社会声誉原天津市第四十三中学已并入南开大学附属中学，故天津市第七十四中学为获得更好的品牌效应经批准更名为天津市第四十三中学。

## 办学特色
天津市第四十三中学为了丰富校园文化生活，提高学生的综合素质，促进学生个性发展，秉持“慎微持志、融思达善”为育人理念，精心打造社团活动课程，让学生实现德智体美劳全面发展。

## 荣誉
全国德育科研先进集体
全国和谐校园先进学校